# Capital Airlines
Capital Airlines war eine in Washington ansässige US-amerikanische Linienfluggesellschaft, die im Juli 1961 in United Air Lines aufgegangen ist. Das Unternehmen entstand im April 1948 aus der Umfirmierung der Pennsylvania-Central Airlines, die ihren Betrieb ursprünglich im April 1927 unter dem Namen Skyline Transportation Company als Postfluggesellschaft aufgenommen hatte.

## Geschichte

### 1920er-Jahre

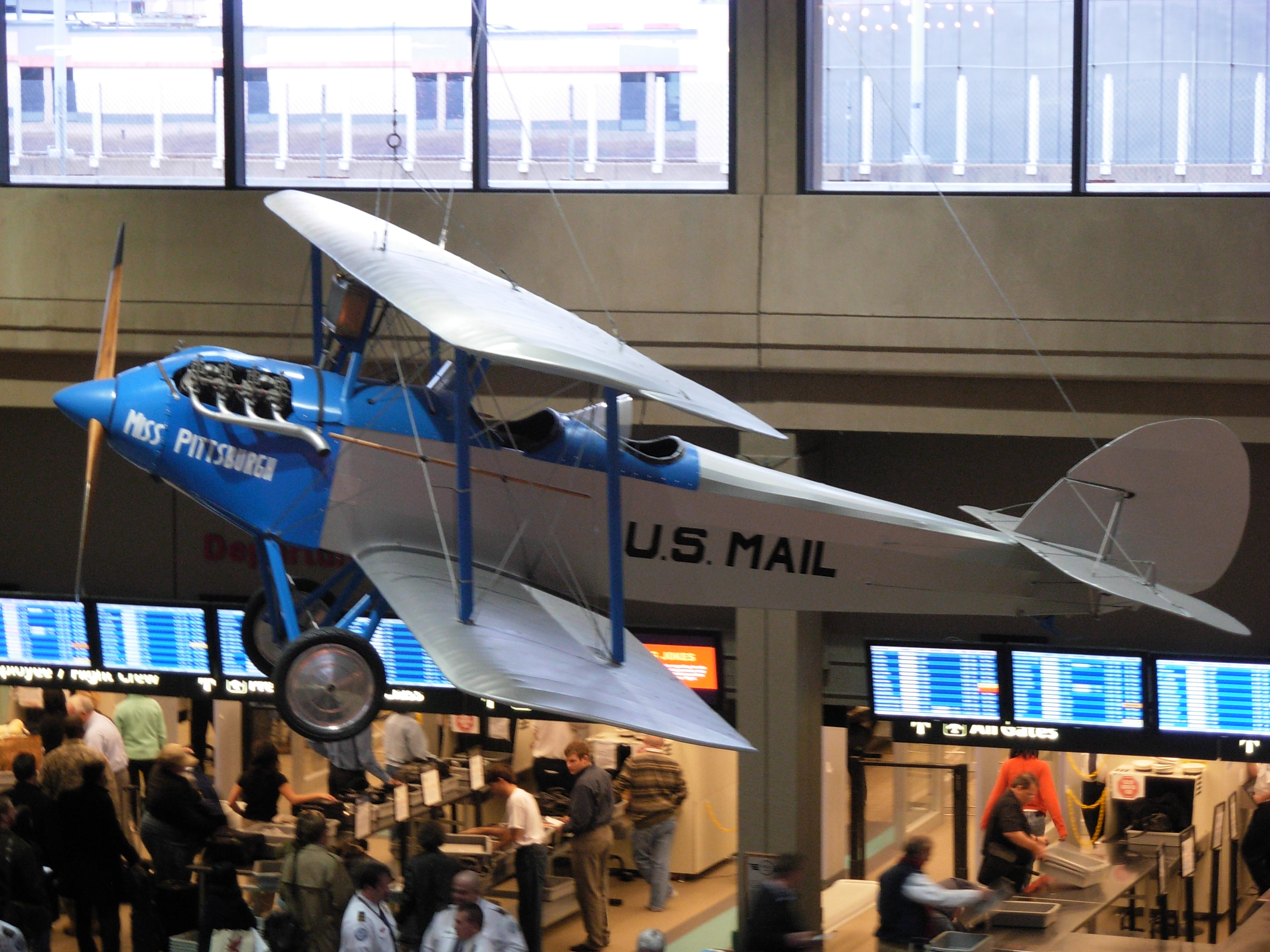
Die Waco 9 „Miss Pittsburgh“, mit der Clifford Ball den Flugbetrieb aufnahm, wird im Terminal des Flughafens Pittsburgh ausgestellt

Im Jahr 1925 kaufte der Autohändler und Flugenthusiast Clifford Ball gemeinsam mit dem Ingenieur Barr Peat einige Landflächen des Farmers Harry Neel nahe der Ortschaft Dravosburg (Pennsylvania) auf, um den ersten Flugplatz im Großraum Pittsburgh/McKeesport zu errichten. Der Platz erhielt zunächst den Namen Pittsburgh-McKeesport Airport, bevor er ein Jahr später von Ball und Peat zu Ehren des verunglückten Fliegers Cyrus K. Bettis in Bettis Field umbenannt wurde. Im selben Jahr schrieb der United States Postal Service einen Transportvertrag für Luftpost zwischen Pittsburgh und Cleveland (Ohio) aus, den Clifford Ball am 27. März 1926 gewann. Er gründete daraufhin die Fluggesellschaft Skyline Transportation Company, die auch als Clifford Ball Airline bekannt war. Die Gesellschaft nahm ihren Betrieb am 21. April 1927 mit zwei Maschinen des Typs Waco 9 auf, welche die Taufnamen „Miss Pittsburgh“ und „Miss McKeesport“ trugen. Kurz darauf setzte das Unternehmen sieben dieser Flugzeuge für den US-Postal Service ein. Die Contract-Air-Mail-Route nach Cleveland wurde mit Zwischenstopp in Youngstown beflogen.
Im ersten Betriebsjahr beförderte die Gesellschaft Luftpost im Wert von 58.800 US-Dollar und gelegentlich auch Passagiere. Zu den ersten Fluggästen gehörte der Schauspieler Will Rogers. Durch den Aufkauf kleinerer Unternehmen konnte das Streckennetz schnell erweitert und ab 1928 ein planmäßiger Passagierflugbetrieb mit Maschinen des Typs Fairchild FC-2 angeboten werden. Im August 1929 wurde eine Linienverbindung von Cleveland über Pittsburgh nach Washington eingerichtet und mit sechssitzigen Fairchild 71 beflogen. Die Strecke trug die Bezeichnung „Path of the Eagle“.

### 1930er-Jahre
Clifford Ball verkaufte seine mittlerweile in Clifford Ball Inc. umbenannte Fluggesellschaft im November 1930 zum Preis von 137.000 US-Dollar an die Pittsburgh Aviation Industries Corporation, welche vom Anwalt George Hann, dem Universitätsprofessor Charles Bedell Monro sowie dessen Schwager Fred R. Crawford gegründet worden war. Die neuen Eigentümer benannten das Unternehmen in Pennsylvania Air Lines (PAL) um. Das Liniennetz wurde zeitgleich von Cleveland über Detroit nach Chicago erweitert. Im Jahr 1932 verlegte PAL den Geschäftssitz vom Flugplatz Bettis Field auf den neu eröffneten Allegheny County Airport und beförderte rund 9.000 Fluggäste. Der Air Mail Scandal führte im Februar 1934 dazu, dass die US-Regierung alle Postflugverträge aufkündigte und die Gesellschaft ihren Flugbetrieb für einige Monate aussetzte. Um an der Neuausschreibung der Postverträge teilnehmen zu können, wurde die Schreibweise des Gesellschaftsnamens im März 1934 in Pennsylvania Airlines geändert. Im Juni 1934 kaufte das Unternehmen die im August 1929 gegründete Kohler Aviation auf und konnte dadurch das Liniennetz von Detroit über Grand Rapids nach Milwaukee (Wisconsin) ausdehnen.
Den Zuschlag für die Posttransporte zwischen Washington und Detroit erhielt im Sommer 1934 die Konkurrentin Central Airlines, die eigens hierfür am 31. März 1934 gegründet worden war und ihren Betrieb mit Ford Trimotor aufnahm. Diese Fluggesellschaft beschäftigte ab Dezember 1934 mit Helen Richey die erste US-amerikanische Linienpilotin und gehörte zu den wenigen Unternehmen, die Maschinen des Typs Stinson Model A bestellten, welche ab Herbst 1935 zum Einsatz kamen.
Weil Pennsylvania Airlines ohne die staatlichen Postaufträge wirtschaftlich nicht überleben konnte, kauften deren Eigentümer die Central Airlines auf und schlossen beide Unternehmen am 1. November 1936 zur Pennsylvania-Central Airlines (PCA) zusammen, für die sich im allgemeinen Sprachgebrauch der Name Penn Central einbürgerte. Die Flotte des fusionierten Unternehmens bestand aus Stinson A, Ford Trimotor sowie drei Boeing 247, welche im Frühjahr 1936 von Pennsylvania Airlines in Dienst gestellt worden waren. Im Folgejahr wurden Baltimore, Buffalo, Charleston, Harrisburg und Williamsport in das Streckennetz eingebunden, gefolgt von Norfolk (Virginia) am 1. April 1938. Parallel dazu erwarb PCA fünfzehn weitere Boeing 247 von United Air Lines. Eine Linienverbindung von Detroit über Flint nach Sault Ste. Marie wurde am 20. Juli 1938 eröffnet, nachdem die Gesellschaft den Postflugvertrag für diese Route gewonnen hatte.
Im selben Jahr bestellte PCA neben Douglas DC-3 auch sechs Douglas DC-5 und gehörte damit zu den wenigen Unternehmen, welche diesen Typ geordert hatten. Alle Bestellungen für die Douglas DC-5 wurden in den frühen 1940er-Jahren kriegsbedingt annulliert.

### 1940er-Jahre

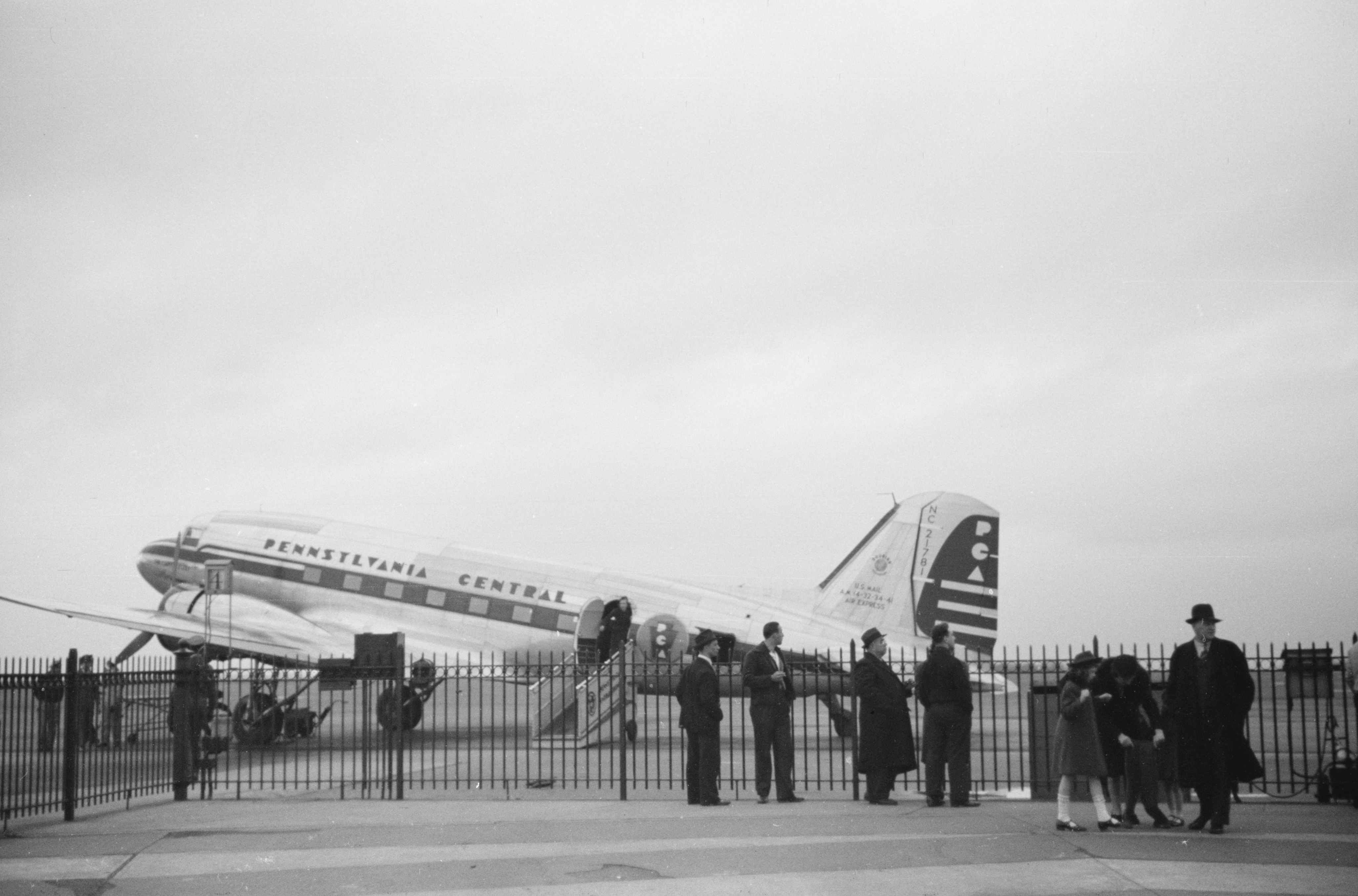
Mitte der 1940er-Jahre setzte Pennsylvania-Central Airlines ausschließlich Douglas DC-3 ein

Pennsylvania-Central Airlines musterte ihre Boeing 247 ab Anfang 1940 schrittweise aus und ersetzte sie durch Douglas DC-3. Das Streckennetz wurde zeitgleich von Charleston (West Virginia) über Knoxville und Chattanooga (Tennessee) nach Birmingham (Alabama) erweitert. Daneben richtete PCA eine Linienroute von Norfolk über Raleigh (North Carolina) nach Knoxville ein. Nachdem die Gesellschaft im Jahr 1941 ihren Geschäftssitz von Pittsburgh nach Washington verlegt hatte, verwendete sie ab etwa Mitte 1944 aus Werbegründen den Namenszusatz „The Capital Airline“. New York wurde ab dem 1. November 1945 von Chicago über Detroit und Pittsburgh angeflogen.
Im Sommer 1946 stellte PCA ihre ersten Douglas DC-4 in Dienst, die doppelt so viele Sitzplätze wie die DC-3 besaßen und auf den Hauptstrecken zum Einsatz kamen. Als weitere Zielorte wurden in den späten 1940er-Jahren unter anderem Atlanta (Georgia), Mobile (Alabama), Memphis (Tennessee) und New Orleans (Louisiana) in das Liniennetz aufgenommen. Bereits im November 1943 hatte das Unternehmen erstmals internationale Streckenrechte von Miami und New Orleans in die Karibik sowie nach Südamerika beantragt, bekam diese aber von der US-Luftfahrtbehörde nicht genehmigt.
Der Gesellschaftsname wurde am 21. April 1948 in Capital Airlines geändert. Im selben Jahr richtete das Unternehmen preisgünstige Nachtflüge (vermarktet unter dem Werbenamen „Nighthawk“) zwischen Chicago und New York ein, um mehr Kunden zu gewinnen. Capital Airlines war die erste US-Fluggesellschaft, die einen solchen Billigverkehr in Einklassenauslegung anbot.

### 1950er-Jahre

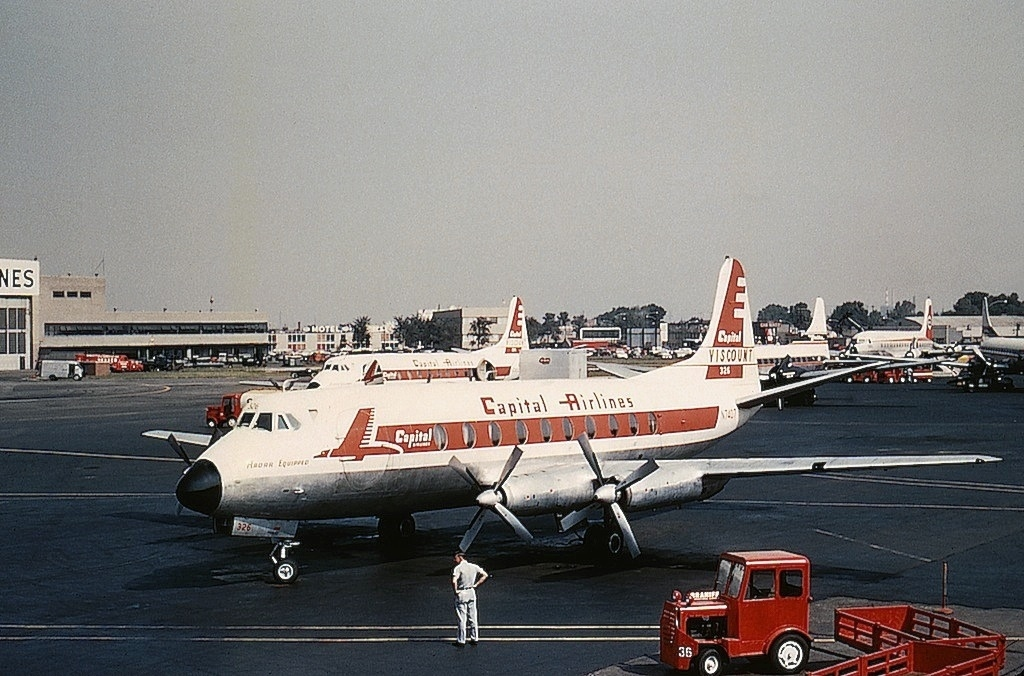
Ab Juli 1955 setzte Capital Airlines Vickers Viscount ein und wurde dadurch zur ersten US-Fluggesellschaft, die Turboprop-Flugzeuge betrieb

Anfang der 1950er-Jahre war Capital Airlines die fünftgrößte US-amerikanische Fluggesellschaft. Die ersten fünf gebrauchten Lockheed L-049 Constellation, deren höhere Geschwindigkeit kürzere Flugzeiten auf den Strecken von der Ostküste der Vereinigten Staaten nach New Orleans und Mobile ermöglichte, wurden im Sommer 1950 auf Ratenkaufbasis vom Hersteller erworben. Ab Frühjahr 1952 übernahm Capital Airlines zudem Lockheed Constellation der Version L-749 von KLM. Die Gesellschaft beförderte im Geschäftsjahr 1953 rund 2,25 Millionen Passagiere. Zu dieser Zeit bestand die Flotte aus sieben Lockheed Constellation, fünfundzwanzig Douglas DC-3 und fünfundzwanzig Douglas DC-4. Im Juni 1954 bestellte Capital Airlines als erstes US-amerikanisches Unternehmen zunächst vierzig, im Dezember 1954 weitere zwanzig britische Turboprop-Flugzeuge des Typs Vickers Viscount, die ab dem 15. Juli 1955 ausgeliefert wurden und am 26. Juli 1955 erstmals auf der Strecke von Washington nach Chicago zum Einsatz kamen.
Ab Mitte der 1950er-Jahre geriet die Gesellschaft in zunehmende wirtschaftliche Schwierigkeiten. Im Jahr 1955 trat Capital Airlines ihre sieben von KLM erworbenen Lockheed L-749 an British Overseas Airways Corporation ab und erhielt von dieser im Gegenzug eine gleiche Anzahl an Lockheed L-049 sowie eine Zuzahlung in Höhe von 3,85 Millionen US-Dollar. Die finanziellen Probleme führten in den späten 1950er-Jahren dazu, dass Capital Airlines ihre getätigten Bestellungen für Flugzeuge der Typen Bristol Britannia, De Havilland Comet 4 und 4A sowie Convair CV-880 stornieren musste.
Stündliche Verbindungen von New York nach Chicago und Detroit sowie zwischen Washington und Chicago wurden ab April 1958 angeboten. Zu dieser Zeit bestand die Flotte aus insgesamt 104 Flugzeugen der Typen Douglas DC-3 (20), Douglas DC-4 (14), Lockheed L-049 (12) und Vickers Viscount (58). Die US-Luftfahrtbehörde bewilligte Capital Airlines zum Jahresbeginn 1959 Linienrechte für Direktflüge aus den nordöstlichen Bundesstaaten nach Miami, Jacksonville, Tampa und West Palm Beach. Für diese neuen Strecken nach Florida mietete die Gesellschaft zusätzlich drei Vickers Viscount 812 von Continental Airlines.

### 1960er-Jahre
Ab Jahresbeginn 1960 kamen von Pan American World Airways geleaste Douglas DC-6 auf den Routen nach Florida zum Einsatz. Gleichzeitig führte die Gesellschaft eine neue Bemalung bei ihren Flugzeugen ein. Wegen der anhaltenden hohen Verluste im operativen Geschäft kam Capital Airlines mit den Ratenzahlungen für ihre Vickers Viscount in Verzug. Bis April 1960 beliefen sich die Verbindlichkeiten gegenüber dem britischen Hersteller Vickers auf rund 4,3 Millionen Pfund. Vickers ließ daraufhin mehrere Flugzeuge pfänden. Capital Airlines beantragte zeitgleich staatliche Unterstützung, um den drohenden Konkurs abzuwenden und die Pfändung weiterer Flugzeuge zu verhindern. Die US-Luftfahrtbehörde Civil Aeronautics Board (CAB) sah das Hauptproblem im Missmanagement der Geschäftsführung und nicht in den getätigten Investitionen, so dass die Gesellschaft keine öffentlichen Finanzhilfen erhielt.
Am 28. Juli 1960 wurde bekannt, dass United Air Lines die Übernahme des Unternehmens anstrebte. Ab Januar 1961 setzte Capital Airlines geleaste Boeing 720 der United Air Lines auf ihren Routen nach Florida ein. Das Civil Aeronautics Board erteilte im Frühjahr 1961 die behördliche Genehmigung zum Zusammenschluss der zwei Fluggesellschaften. Capital Airlines wurde daraufhin von United Air Lines aufgekauft und im Juli 1961 vollständig in das Unternehmen integriert. Dabei ging auch der Großteil der Viscount-Flotte an diese über. Durch die Fusion wurde United Air Lines zur damals weltweit zweitgrößten Fluggesellschaft nach Aeroflot.

## Flotte

### Eingesetzte Flugzeugtypen
Im Lauf der Unternehmensgeschichte wurden folgende Flugzeugtypen betrieben:
| - Boeing 247 - Boeing 720 (1961 geleast von United Air Lines) - Douglas C-54 - Douglas DC-3 und Super DC-3 - Douglas DC-4 - Douglas DC-6B (1960 bis 1961 geleast von Pan Am) - Fairchild FC-2 - Fairchild 71 | - Ford Trimotor - Lockheed L-049 und L-749 Constellation - New Standard D-27 - Stinson A - Stinson SM-6000 - Travel Air 4000 - Vickers Viscount 744, 745, 745D und 812 (Serie 812 von Continental Airlines geleast) - Waco 9 |

Zum Zeitpunkt der Übernahme durch United Air Lines bestand die Flotte aus 74 Flugzeugen: 12 Douglas DC-3, 10 Douglas DC-4, 11 Douglas DC-6, 41 Vickers Viscount. Zusätzlich setzte Capital Airlines zeitweise von United Air Lines gemietete Boeing 720 in deren Bemalung ein.

### Stornierte Bestellungen
- Bristol Britannia 305 (fünf bestellte Flugzeuge, davon eines bereits in Farben von Capital Airlines lackiert)[41]
- Convair CV-880M (sieben bestellte Maschinen)[42]
- De Havilland Comet 4 und 4A (vier bestellte Comet 4 sowie zehn 4A)[43]
- Lockheed L-188 (fünf bestellte Flugzeuge)[36]

## Zwischenfälle

### Skyline Transportation Company
- Am 21. Oktober 1929 kam es bei einer einsitzigen New Standard D-27 zu einem Motorschaden. Der Pilot sprang nahe der Ortschaft Beaver Falls (Pennsylvania) mit dem Fallschirm ab.[44]
- Am 31. August 1929 überrollte eine Travel Air 4000 bei der Landung in Morgantown (West Virginia) das Bahnende. Der Pilot kam ums Leben.[45]

### Pennsylvania Air Lines
- Am 28. November 1931 sprang der Pilot einer New Standard D-27 nach einem Motorschaden mit dem Fallschirm ab. Die Maschine schlug im Stadtgebiet von Pittsburgh auf, ohne dass Personen verletzt wurden.[46]
- Am 10. Oktober 1932 brach ein Feuer an Bord einer New Standard D-27 aus. Das Postflugzeug wurde bei der Außenlandung in Somerset zerstört; der Pilot überlebte.[47]

### Pennsylvania-Central Airlines
- Am 31. August 1940 stürzte eine Douglas DC-3 der Pennsylvania-Central Airlines (NC21789) nach einem Blitzschlag nahe Lovettsville (Virginia, USA) ab. Alle 25 Insassen kamen ums Leben (siehe auch Pennsylvania-Central-Airlines-Flug 19).[48]

- Am 20. Mai 1943 verunglückte eine Douglas DC-3/C-49H (39-2168), die von der Pennsylvania-Central Airlines im Auftrag der US Air Force betrieben wurde, in Macon (Georgia). Das Flugzeug wurde irreparabel beschädigt. Über Personenschäden ist nichts bekannt.[49]

- Am 5. Mai 1944 kollidierte eine Douglas DC-3/C-49H der Pennsylvania-Central Airlines (NC21788) 10 Kilometer südöstlich von Lake Worth Florida während eines militärischen Charterflugs mit einer Consolidated B-24D Liberator der US Air Force. Beide Maschinen stürzten ins Meer; die vier Insassen der DC-3 kamen beim Absturz ums Leben, ebenso die vier an Bord der Liberator.[50]

- Am 14. April 1945 unterschritten die Piloten einer Douglas DC-3-313A der Pennsylvania-Central Airlines (NC25692) im Anflug auf den Flugplatz Morgantown (West Virginia) die Sicherheitsflughöhe. Die Maschine, in der sich 20 Personen befanden, wurde gegen einen Berg in den Allegheny Mountains geflogen. Bei diesem CFIT (Controlled flight into terrain) wurden alle 20 Insassen, drei Besatzungsmitglieder und 17 Passagiere, getötet.[51]

- Am 6. Januar 1946 überrollte eine Douglas DC-3-392 der Pennsylvania-Central Airlines (NC21786) das Landebahnende auf dem Birmingham Municipal Airport. Die Maschine war viel zu hoch und zu schnell angeflogen worden und hatte erst sehr spät aufgesetzt. Hinter dem Landebahnende durchbrach sie einen Zaun und kam in einem Bach zum Stehen. Drei Crewmitglieder starben, alle sieben Passagiere sowie ein weiteres Besatzungsmitglied überlebten.[52]

- Am 12. September 1946 geriet ein Triebwerk einer Douglas DC-4/C-54A der Pennsylvania-Central Airlines (NX91068) in Brand. Die Besatzung, die einen Trainingsflug absolvierte, führte eine Notlandung auf dem Flughafen Washington-National durch, wobei das beschädigte Triebwerk kurz vor dem Aufsetzen von der Tragfläche abriss. Das Flugzeug wurde irreparabel beschädigt. Alle vier Insassen überlebten.[53]

- Am 13. Juni 1947 wurde eine Douglas DC-4/C-54 der Pennsylvania-Central Airlines (NC88842) auf der Strecke von Pittsburgh nach Washington in einer Höhe von 430 m gegen einen Gebirgskamm in den Blue Ridge Mountains (Pennsylvania) geflogen. Die Maschine befand sich noch 85 Kilometer nordwestlich des Zielflughafens Washington-National. Bei diesem CFIT (Controlled flight into terrain) wurden alle 50 Insassen getötet.[54]

### Capital Airlines
- Am 7. August 1949 kollidierte eine Douglas DC-3A der Capital Airlines (N45379) mit einer Cessna 140 (Luftfahrzeugkennzeichen N3198N). Im Anflug auf den Milwaukee Mitchell International Airport (USA) übersahen die DC-3-Piloten die Cessna, die nach der Kollision abstürzte. Die DC-3 konnte auf dem Zielflughafen gelandet werden. Alle 23 Insassen der DC-3 überlebten, der Pilot der Cessna wurde getötet.[55]

- Am 12. Dezember 1949 stürzte eine |Douglas DC-3-313A der Capital Airlines (N25691) im Anflug auf den Washington National Airport infolge eines Strömungsabrisses 600 Meter vor der Landebahn in den Potomac River. Bei dem Unfall kamen 6 der 23 Insassen ums Leben, zwei Besatzungsmitglieder und vier Passagiere.[56]

- Am 20. Februar 1956 musste eine Vickers Viscount 744 der Capital Airlines (N7404) nach einem Landeunfall auf dem Flughafen Chicago Midway als Totalverlust abgeschrieben werden. Unter den 42 Insassen gab es keine Todesopfer.[57]

- Am 18. April 1957 wurde eine Douglas DC-4 der Capital Airlines (N88839) bei einem Landeunfall auf dem Greater Pittsburgh Airport irreparabel beschädigt. Die Maschine wurde kurz vor der Landebahn aufgesetzt, beim anschließenden Durchstarten entstand ein Triebwerksbrand. Alle 55 Insassen überlebten den Unfall.[58]

- Am 22. Juni 1957 verunglückte eine Douglas DC-3/C-47A-75-DL der Capital Airlines (N88835) durch einen Strömungsabriss. Die drei Piloten, die einen Trainingsflug vom Washington National Airport durchführten, kamen ums Leben.[59][60]

- Am 6. April 1958 (Ortszeit) stürzte eine Vickers Viscount 745D der Capital Airlines (N7437) während des Anflugs auf den Tri-City Airport in Michigan ab. Ursache für den Kontrollverlust war eine Vereisung des Höhenleitwerks. Alle 47 Insassen, 3 Besatzungsmitglieder und 44 Passagiere, kamen ums Leben.[61]

- Am 20. Mai 1958 kollidierte eine Vickers Viscount 745D der Capital Airlines (N7410) im Flug mit einer Lockheed T-33 der Air National Guard (53-5966). Bei dem Unfall nahe Brunswick während ihres Anflugs auf den Martin State Airport (Baltimore) kamen alle elf Insassen des Verkehrsflugzeugs sowie ein Militärpilot ums Leben; der zweite konnte sich mit dem Schleudersitz retten.[62][63]

- Am 4. Juni 1958 schlug eine Douglas DC-3/C-53B der Capital Airlines (N49553) schlug nach einem Strömungsabriss nahe dem  Flughafen Martinsburg (West Virginia, USA) in einem Waldgebiet auf, als ein Triebwerksausfall simuliert wurde und es zum Strömungsabriss kam. Die Besatzung absolvierte einen Trainingsflug. Einer der drei Piloten kam ums Leben.[64][65]

- Am 12. Mai 1959 kam eine Lockheed L-049E Constellation der Capital Airlines (N2735A) bei der Landung auf dem  Flughafen Charleston-Kanawha County (West Virginia)  von der Bahn ab und brannte aus. Bei dem Unfall starben ein Passagier und ein Besatzungsmitglied.[66]

- Ebenfalls am 12. Mai 1959 ging eine Vickers Viscount 745D der Capital Airlines (N7463) beim Durchfliegen eines Gewitters mit sehr schweren Turbulenzen in einen unkontrollierten Sturzflug über und zerbrach nahe der Ortschaft Chase (Maryland) in der Luft. Alle 31 Insassen verloren das Leben.[67]

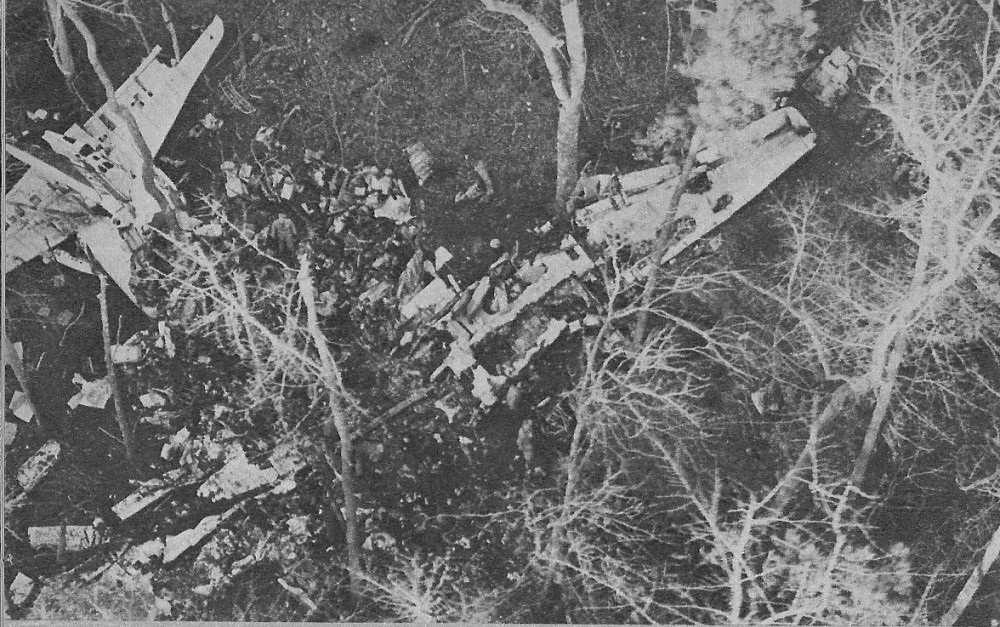
Trümmer der Vickers Viscount, die am 18. Januar 1960 auf dem Capital-Airlines-Flug 20 abstürzte

- Am 2. August 1959 rammte eine Boeing 377 der US-amerikanischen Northwest Airlines eine auf dem Greater Pittsburgh Airport geparkte Douglas DC-3-277C der Capital Airlines (N28324). Aufgrund der Schadenshöhe musste die DC-3 der Capital Airlines als Totalverlust abgeschrieben werden.[68]

- Am 18. Januar 1960 fielen alle vier Triebwerke einer Vickers Viscount 745D der Capital Airlines (N7462) auf einem Linienflug von Washington nach Norfolk durch Vereisung aus, weil die Piloten die Enteisungsanlage der Motoren nicht eingeschaltet hatten. Es gelang ihnen, das äußere rechte Triebwerk wieder zu starten. Sie erhöhten dessen Leistung maximal, um die Maschine auf Höhe zu halten. Daraufhin ging das Flugzeug ins Trudeln über und schlug fast ohne Vorwärtsbewegung in einem Waldgebiet nahe Charles City (Virginia, USA) auf. Alle 50 Insassen kamen ums Leben (siehe auch Capital-Airlines-Flug 20).[69]